# Torreneules
Der Torreneules ist ein Berg in den nordkatalanischen Ostpyrenäen (Spanien).

## Zugänge
Ein mittelschwerer, unmarkierter Pfad führt von der Collada de Torreneules (Torreneules-Pass, 2561 m) auf den Gipfel. Zur Collada de Torreneules gelangt man auf unterschiedlichen Wegen, z. B.
- vom Sanktuarium im Vall de Núria (1967 m) über Alberg Pic d’Àliga (Jugendherberge im Vall de Núria, 2122 m, bis hierhin auch per Kabinenbahn) und die Quelle Fonta Negra (markiert)
- vom Sanktuarium im Vall de Núria über Alberg Pic d’Àliga, Pic d’Àliga und Puig de Fontnegra (unmarkiert)
- vom Pic de Noucreus über Puig de Fontnegra (unmarkiert)
- von der Berghütte Refugi de Coma de Vaca (1995 m) durch die Hochebene Coma de Vaca (markiert)